# Wiktorija Tołstoganowa
Wiktorija Wiktorowna Tołstoganowa, ros. Виктория Викторовна Толстоганова (ur. 24 marca 1972 w Moskwie) – rosyjska aktorka.

## Życiorys
Wiktorija Tołstoganowa urodziła się 24 marca 1972 roku w Moskwie. Jest absolwentką Rosyjskiej Akademii Sztuki Teatralnej oraz Wszechrosyjskiego Państwowego Instytutu Kinematografii im. S.A. Gierasimowa, a jej pierwszy debiut miał miejsce w 1997 roku w filmie krótkometrażowym The Day Duty. Tołstoganowa jest także aktorką Moskiewskiego Akademickiego Teatru Artystycznego.
W 1996 roku Tołstoganowa wyszła za Andrieja Kuziczewa, a w 2011 roku para wzięła rozwód. W tym samym roku wzięła ślub z Aleksiejem Agranowiczem. Razem mają syna. Wiktorija ma także dwie córki z poprzedniego związku.

## Kariera
W 2003 roku Tołstoganowa zagrała rolę Mariny w melodramacie Wadima Abdraszitowa Burze magnetyczne. W 2005 roku była członkiem jury na 27. Międzynarodowym Festiwalu Filmowym w Moskwie. W 2007 roku zagrała rolę prostytutki w filmie Maj, a trzy lata później wystąpiła w filmie Kim jestem? w roli dziennikarki Oksany.

## Wybrana filmografia
- 2010: Spaleni słońcem 2 jako Marusia
- 2010: Kim jestem? jako dziennikarka Oksana
- 2007: Maj jako prostytutka
- 2005: Męski sezon. Aksamitna rewolucja jako żona Wierszynina
- 2003: Burze magnetyczne jako Marina
- 2002: Antykiller jako Tamara
- 2002: Pamiętnik kamikadze jako Łarisa
- 2000: Srebrzysta konwalia jako dziewczyna

i inne